# دراگان هولتسر
دراگان هولتسر (کرواتی: Dragan Holcer; ۱۹ ژانویهٔ ۱۹۴۵ – ۲۳ سپتامبر ۲۰۱۵) بازیکن فوتبال اهل یوگسلاوی بود.
از باشگاه‌هایی که در آن بازی کرده‌است می‌توان به باشگاه فوتبال شالکه ۰۴، باشگاه فوتبال هایدوک اسپلیت، باشگاه فوتبال رادنیشکی نیش، و باشگاه فوتبال اشتوتگارت اشاره کرد.
وی همچنین در تیم ملی فوتبال یوگسلاوی بازی کرده‌است.
وی در مسابقات کشوری و بین‌المللی در مجموع برندهٔ ۱ مدال نقره شده‌است.